# Basse plaine de l'Aude
Basse plaine de l'Aude este o arie protejată (sit de importanță comunitară — SCI) din Franța întinsă pe o suprafață de 4.480 ha, integral pe uscat.

## Localizare
Centrul sitului Basse plaine de l'Aude este situat la coordonatele 43°15′19″N 3°12′26″E / 43.25528°N 3.20722°E.

## Înființare
Situl Basse plaine de l'Aude a fost declarat arie specială de conservare în baza directivei 92/43 din 1992 referitoare la conservarea habitatelor naturale și a faunei și florei sălbatice pentru a proteja 6 specii de animale.

## Biodiversitate
Situată în ecoregiunea mediteraneană, aria protejată conține 17 habitate naturale: Salicornia și alte specii anuale care populează regiunile mlăștinoase și nisipoase, Pășuni mediteraneene udate de apa mării (Juncetalia maritimi), Tufărișuri halofile mediteraneene și termo-atlantice (Sarcocornetea fruticosi), Stepe sărăturate mediteraneene (Limonietalia), Dune de pe litoral fixate cu Crucianellion maritimae, Izvoare petrifiante cu formare de travertin (Cratoneurion), Fânețe de joasă altitudine (Alopecurus pratensis, Sanguisorba officinalis), Liziere de ierburi înalte hidrofile de câmpie și de nivel montan până la alpin, Dune mobile de-a lungul țărmului cu Ammophila arenaria („dune albe”), Galerii și tufărișuri riverane sudice (Nerio-Tamaricetea și Securinegion tinctoriae), Ape puternic oligomezotrofe cu vegetație bentonică cu Chara spp., Galerii de Salix alba și de Populus alba, Dune cu tufărișuri sclerofile Cisto-Lavenduletalia, Dune mobile cu vegetație embrionară, Lagune de coastă, Mlaștini calcaroase cu Cladium mariscus și specii de Caricion davallianae, Iazuri temporare mediteraneene.
La baza desemnării sitului se află mai multe specii protejate de  mamifere (6): liliac cu aripi lungi (Miniopterus schreibersii), liliac cu urechi de șoarece (Myotis blythii), liliac cu picioare lungi (Myotis capaccinii), liliac cărămiziu (Myotis emarginatus), liliacul mare cu potcoavă (Rhinolophus ferrumequinum), liliacul mic cu potcoavă (Rhinolophus hipposideros).
Pe lângă speciile protejate, pe teritoriul sitului au mai fost identificate 46 de specii de plante, 1 specie de păsări, 5 specii de amfibieni, 1 specie de nevertebrate.